# Фюрстенберг (Нижня Саксонія)
Фюрстенберг (нім. Fürstenberg) — громада в Німеччині, розташована в землі Нижня Саксонія. Входить до складу району Гольцмінден. Складова частина об'єднання громад Боффцен.
Площа — 3,22 км2. Населення становить 1031 ос. (станом на 31 грудня 2021).